# 2332 Kalm
2332 Kalm (1940 GH) là một tiểu hành tinh vành đai chính do Liisi Oterma phát hiện tại Turku ngày 04 tháng 4 năm 1940.